# Vassa saxar
Vassa saxar (originaltitel Cutting It) är en brittisk dramaserie från 2002–2005 producerad av BBC. Den består av fyra säsonger med sammanlagt 25 avsnitt. I Sverige visades seriens tre första säsonger av TV4 med början 2004.
Serien handlar om två rivaliserande frisör- och skönhetssalonger i Manchester. I rollerna ses bland andra Amanda Holden och Ben Daniels.

## Rollista i urval
- Amanda Holden – Mia Bevan
- Sarah Parish – Allie Henshall
- Jason Merrells – Gavin Ferraday
- Ben Daniels – Finn Bevan
- Angela Griffin – Darcey Henshall
- Siân Reeves – Sydney Henshall
- James Midgley – Shane Ince
- Lucy Gaskell – Ruby Ferris
- Pearce Quigley – Eugene Eubank
- Annette Badland – Brawdie Henshall
- Bill Thomas – Tom Henshall